# Acinos
Genre
Classification phylogénétique
Acinos est un genre de plantes à fleurs de la famille des Lamiaceae. Certaines de ses espèces sont appelées « calaments ».
Certains travaux récents, notamment ceux de Rafaël Govaerts en 1999, proposent d'abandonner le genre Acinos. Ses espèces seraient alors placées dans le genre Clinopodium.

## Principales espèces en Europe
- Calament des Alpes - Acinos alpinus (L.) Moench
- Calament des champs - Acinos arvensis (Lam.) Dandy
- Calament de Corse - Acinos corsicus (Pers.) Getliffe (Clinopodium corsicum selon Govaerts)